# 帕特里克·普魯克
帕特里克·普魯克（德語：Patrick Pflücke）是德國的一位足球選手。在場上司職攻擊型中場。他效力于德甲球隊美因茨05足球俱樂部。他也曾效力於德雷斯頓迪納摩等球隊。